# Дьендере, Жильбер
Жильбер Дьендере (фр. Gilbert Diendéré; род. 1960, Уагадугу) — военный и политический деятель Буркина-Фасо; глава президентской гвардии (полка безопасности президента) Буркина-Фасо и председатель Совета национальной демократии после переворота 16 сентября 2015 года в течение недели до 23 сентября.

## Биография
Дьендере участвовал в военном перевороте 1987 года, в результате которого был убит Томас Санкара (именно он командовал спецназовцами, расстрелявшими Санкару и 12 его соратников), а Блез Компаоре стал президентом. Дьендре был одним из приближённых Компаоре, возглавив элитную президентскую гвардию и предотвратив попытку военного переворота.
После свержения Компаоре в конце 2014 года Дьендре был смещен с поста командира президентской гвардии, но сохранил тесную связь с ней. 16 сентября 2015 года участвовал в военном перевороте, в результате которого были задержаны временный президент Мишель Кафандо и премьер-министр Исаак Зида, и был объявлен главой Совета национальной демократии, новой военной хунты.
Тем не менее, хунте не удалось консолидировать свою власть по всей стране, и в конечном итоге столкнулась с давлением от лидеров соседних стран и регулярной армии, лояльной переходному правительству Кафандо, после чего Дьендере был вынужден покинуть пост.
22 сентября было подписано мирное соглашение между путчистами и регулярной армией. Сам Дьендере признал, что переворот был «большой ошибкой».
23 сентября свернутый Мишель Кафандо и его правительство официально вернулись к исполнению своих обязанностей.
26 сентября стало известно, что государственная прокуратура Буркина-Фасо заморозила активы генерала Жильбера Дьендере. Также были заморожены активы еще 13 человек, которые подозреваются в причастности к заговору против президента Кафандо.
1 октября арестован. Дьендере были предъявлены обвинения в попытке захвата власти в стране, а также убийстве Тома Санкары в 1987 году.
В ходе военного переворота в Буркина-Фасо в 2022 году был освобождён.

## Личная жизнь
Дьендере женат на Фату Диалло Диендере, политике, которая была приговорена к 30 годам тюремного заключения за убийство, нападение и нанесение ущерба государственной безопасности.